# Lúcio
Lucimar Ferreira da Silva, známější jako Lúcio (* 8. května 1978 Brasília, Brazílie), je bývalý brazilský fotbalový obránce a reprezentant.
Lúcio byl členem týmů, které zvítězily na mistrovství světa nebo vyhrály německou Bundesligu. Ve finále Ligy mistrů ročníku 2001/2002 vyrovnával Lúcio na 1–1, jeho Leverkusen však nakonec prohrál 2–1. Na Mistrovství světa ve fotbale 2006 navíc vytvořil rekord, když dokázal 386 minut nefaulovat. V juniorských letech si zahrál na Letních olympijských hrách v Sydney.
Je ženatý s manželkou Dione, se kterou má tři děti: Victorii, João Victora a Valentinnu.
Když v roce 2016 sestavil svou nejlepší jedenáctku historie, zařadil do ní i Českého gólmana Petra Čecha.[zdroj?]
Kariéru ukončil v lednu 2020.

## Úspěchy

### Klubové
Bayern Mnichov
- 1. německá bundesliga: 2004/05, 2005/06, 2007/08
- Německý pohár: 2004/05, 2005/06, 2007/08
- Německý ligový pohár: 2004, 2007
- Německý Superpohár: 2004, 2007, 2008

 Inter Milán
- Serie A: 2009/10
- Coppa Italia: 2009/10
- Liga mistrů UEFA: 2010
- Supercoppa italiana: 2010
- Mistrovství světa ve fotbale klubů: 2010

 SSC Neapol
- Supercoppa italiana: 2012

### Reprezentační
Brazílie
- Mistrovství světa ve fotbale: 2002
- Konfederační pohár FIFA: 2005, 2009